# 41 Brygada Okrętów Rakietowych
41 Sewastopolska Brygada Kutrów Rakietowych (11 BZOP) – morski związek taktyczny Sił Zbrojnych Federacji Rosyjskiej w strukturach Floty Czarnomorskiej.

## Struktura i okręty
| Okręty brygady w linii w 2008    |                 |       |                 |
| Nazwa                            | Typ             | Numer | Uwagi           |
| 166 dywizjon okrętów rakietowych |                 |       |                 |
| Bora                             | projekt 1239    | 615   | w linii od 1997 |
| Samum                            | projekt 1239    | 616   | w linii od 2000 |
| Miraż                            | projekt 1234.1  | 617   | w linii od 1986 |
| Sztil                            | projekt 1234.1  | 620   | w linii od 1978 |
| 295 dywizjon okrętów rakietowych |                 |       |                 |
| R-44                             | projekt 2066    | 966   | w linii od 1988 |
| R-60                             | projekt 1241.1  | 955   | w linii od 1987 |
| R-71                             | projekt 1241.1  | 962   | w linii od 1985 |
| R-109                            | projekt 1241.1  | 952   | w linii od 1985 |
| R-239                            | projekt 1241.1  | 953   | w linii od 1989 |
| R-334                            | projekt 1241.1M | 954   | w linii od 1989 |